# Powerlifting ai XVI Giochi paralimpici estivi - 54 kg maschile
Le gare di powerlifting della categoria fino a 54 kg maschile ai XVI Giochi paralimpici estivi si sono svolte il 26 agosto 2021 presso il Tokyo International Forum.
Il vincitore è stato David Degtyarev.

## Risultati
| Pos. | Atleta                 | Peso (kg) | Sollevamenti (kg) | Sollevamenti (kg) | Sollevamenti (kg) | Sollevamenti (kg) | Risultato (kg) |
| Pos. | Atleta                 | Peso (kg) | 1                 | 2                 | 3                 | 4                 | Risultato (kg) |
| ---- | ---------------------- | --------- | ----------------- | ----------------- | ----------------- | ----------------- | -------------- |
|      | David Degtyarev        | 52,64     | 170               | 172               | 174               | –                 | 174            |
|      | Axel Bourlon           | 52,95     | 162               | 163               | 165               | –                 | 165            |
|      | Dimitrios Bakochristos | 53,10     | 157               | 163               | 165               | –                 | 165            |
| 4    | Taha Abdelmajid        | 53,54     | 160               | 160               | 164               | –                 | 164            |
| 5    | Choi Keun-jin          | 53,53     | 150               | 158               | 164               | –                 | 158            |
| 6    | Kostiantyn Panasiuk    | 53,42     | 150               | 155               | 163               | –                 | 155            |
| 7    | Ali Al-Darraji         | 52,41     | 130               | 135               | 137               | –                 | 137            |
| –    | Bruno Carra            | 53,47     | 157               | 157               | 157               | –                 | –              |